# Ryo Takano
Ryo Takano (高野 遼 Takano Ryo?), född 13 november 1994 i Kanagawa prefektur, är en japansk fotbollsspelare.
Takano började sin karriär 2015 i Shonan Bellmare. 2016 flyttade han till Yokohama F. Marinos. 2017 blev han utlånad till Ventforet Kofu. Han gick tillbaka till Yokohama F. Marinos 2019.